# Station Kiryat Haim
Station Kiryat Haim (Hebreeuws: תחנת הרכבת קרית חיים, Tahanat HaRakevet Kiryat Haim) is een treinstation in de gemeente Kiryat Haim in de Israëlische stad Haifa.
Het station is gelegen aan de Rehov Brodetski in het centrum van de gemeente. Het ligt aan de Noord-Zuid spoorlijn tussen Nahariya en Beersjeva.
In de jaren 30 was het station een stopplaats op het traject Beiroet-Caïro, gebouwd door de Britten. In 1990 is het station geheel verbouwd.
Op 16 juli 2006 werd een depot in Haifa geraakt door een raket, tijdens het conflict tussen Libanon en Israël. Het treinverkeer werd hierdoor geannuleerd. Hierbij kwamen acht medewerkers om het leven.
| Eindbestemming   | Vorig station    | Lijn                  | Volgend station | Eindbestemming |
| ---------------- | ---------------- | --------------------- | --------------- | -------------- |
| Beersjeva-Center | Hutzot HaMifratz | Beersjeva «» Nahariya | Kiryat Motzkin  | Nahariya       |